# Stadio Gennaro Meomartini
Lo stadio Gennaro Meomartini (già Campo Littorio) è un impianto sportivo ubicato nella città italiana di Benevento.
Per circa cinque decenni ha ospitato le gare interne del Benevento, maggior club calcistico locale.

## Storia
Il Campo Littorio venne costruito intorno agli anni venti su iniziativa dell'allora presidente del Benevento, Francesco Minocchia.  L'impianto, in origine aveva una capienza di circa 10 000 posti ed era completo di tribuna, distinti e curve.
Nel secondo dopoguerra l'impianto sportivo venne denominato Campo Sportivo Santa Maria degli Angeli, dall'allora odonimo della strada del Rione Libertà ove esso sorge (poi mutato in via Vincenzo Cardone). 
L'arena versava tuttavia in pessime condizioni, sicché il presidente pro tempore del Benevento, l'avvocato Gennaro Meomartini (Benevento 1909-1959), si fece carico a proprie esclusive spese di un'opera di restauro, ammodernamento e ampliamento del campo. 
I lavori furono però ultimati poco dopo la sua prematura scomparsa, avvenuta nel 1959: un anno dopo si decise quindi di intitolare a lui il rinnovato stadio.
Lo stadio venne abbandonato dal Benevento nel 1979, allorché venne ultimato il nuovo stadio Santa Colomba, costruito dall'impresa di Costantino Rozzi.
Presidente regionale del Coni (e già sindaco di Benevento) era all'epoca il fratello di Gennaro, l'avvocato Pasquale Meomartini (1910-1987) che, assieme a un terzo fratello, il magistrato Rodolfo (1912-1981) per decenni si prodigarono, anche con finanziamenti personali in favore dello sport beneventano e del basket come testimonia il nome del Gruppo Sportivo Meomartini, una delle maggiori e più antiche della città. 
Il campo Meomartini è stato poi acquisito dal comune di Benevento: a seguito di varie ulteriori ristrutturazioni, gli spalti sono stati ridotti alla sola tribuna coperta (capace di 1500 posti), mentre il campo è stato rizollato in erba sintetica.
Orfano del maggiore club cittadino, lo stadio Meomartini è stato così adottato da squadre di calcio minori quali il Forza e Coraggio e il Giorgio Ferrini Benevento.